# Mario Placencia Pérez
Mario Placencia Pérez fue un futbolista mexicano. Durante la Copa Mundial de Fútbol de 1950 jugó contra Brasil y Yugoslavia. Mario Pérez jugó durante las Eliminatorias para la Copa Mundial de la FIFA en el partido contra Cuba (0–3). 

## Participaciones en Copas del Mundo
| Mundial                        | Sede   | Resultado    |
| ------------------------------ | ------ | ------------ |
| Copa Mundial de Fútbol de 1950 | Brasil | Primera Fase |

## Clubes
| Club      | País   | Año       |
| --------- | ------ | --------- |
| Marte     | México | 1947-1954 |
| Zacatepec | México | 1954-1955 |